# Herpangina
La herpangina es una infección dolorosa provocada por el coxsackievirus. Normalmente la herpangina está provocada por la variedad del coxsackievirus A, aunque también lo puede estar por el coxsackievirus B o echovirus.
La mayor parte de los casos de herpangina suceden en verano, afectando principalmente a niños. Sin embargo, ocasionalmente afecta a adolescentes y adultos. Se caracterizó por primera vez en 1920.

## Presentación
Aunque la herpangina puede ser asintomática, generalmente se asocian fiebre alta y dolor de garganta.
Se forma un número reducido de lesiones (generalmente entre 2 y 6) en la parte posterior de la boca, principalmente en el paladar blando o las anginas. Las lesiones evolucionan de máculas rojizas a vesículas y finalmente úlceras de entre 1 y 2 mm. Las lesiones sanan en un periodo de entre 7 y 10 días.
Histológicamente las células epiteliales muestran signos de edema intra y extracelular.

## Etimología
El término deriva del griego 'herp', reptante, y del latín 'angina', asfixia.

## Características clínicas
- Afecta principalmente a bebés y niños.
- Ocurre normalmente durante el verano.
- Se transmite por ruta fecal-oral o ruta respiratoria
- La fatiga dura unos tres o cuatro días tras el tratamiento.

## Síntomas
Los síntomas incluyen fiebre repentina, dolor de garganta, dolor de cabeza, pérdida de apetito y a menudo dolor en el cuello. Tras dos días, se forman unos cuatro o cinco (pero en ocasiones hasta 20) bultitos grisáceos de 1 o 2 mm de diámetro, que evolucionan en vesículas rojizas que en 24 horas se convierten en ligeras úlceras, raramente de más de 5 mm de diámetro, que sanan en entre uno y siete días. Estas lesiones aparecen con más frecuencia en la zona cercana a las amígdalas, pero también en el paladar plano, las propias amígdalas, úvula o lengua.
El diagnóstico se puede realizar a partir de los signos clínicos y síntomas, y el tratamiento consiste en aliviar los síntomas.

## Tratamiento
El tratamiento es normalmente sintomático, dado que la enfermedad generalmente cursa en menos de una semana.
Se recomienda tomar bebidas frías, especialmente leche, y comer helado. Se deben evitar las bebidas calientes o de elevada acidez.
No existen tratamientos antivirales para Coxsackie A y otros enterovirus.